# Naturfilm
En naturfilm är en dokumentärfilm som skildrar naturen, ofta med fokus på olika vilda djur.
Naturfilmer är ett tema på flera TV-kanaler, bland andra Discovery Channel och Animal Planet. En framstående representant för genren är den brittiske filmaren Sir David Attenborough som under många år har producerat långa serier med uppmärksammade naturfilmer för BBC.

## Svenska naturfilmare
Bland tidiga svenska naturfilmare kan Jan Lindblad, Arne Sucksdorf och Sven Gillsäter nämnas. Bo Landin, Claes Andrén, Ulf Jonasson och Henrik Ekman är exempel på filmskapare inom naturfilmsgenren som lämnat betydande avtryck. Några idag verksamma naturfilmare är Mattias Klum, Martin Falklind, Zoltan Török, Carl Herdenberg och Christina Karliczek Skoglund.

## Några kända naturfilmer
- Planet Earth
- Pingvinresan
- Viggen Viggo